# Jacek Wysocki (aikidoka)
Jacek Wysocki (ur. 10 grudnia 1960 w Poznaniu) – polski mistrz aikido, posiadacz stopnia 8 dan Kobayashi Ryu i tytułu shihan, prezes Polskiej Unii Aikido.

## Życiorys
Ukończył studia na wydziale Ekonomiki Transportu Morskiego Politechniki Szczecińskiej. Sztuki walki uprawia od 1974. Początkowo trenował karate (w której to sztuce uzyskał stopień 1 dan), później także Việt Võ Đạo.
Aikido zaczął trenować w styczniu 1976. W 1983 nawiązał kontakt z mistrzem Giampietro Savegnago i został jego uczniem. W sierpniu 2012 uzyskał z jego rąk stopień 8 dan.
Wystąpił w filmie „Wiedźmin” (2001), do którego także opracował choreografię układów walk głównego bohatera granego przez Michała Żebrowskiego. Jest również autorem choreografii walk w ekranizacji „Starej baśni” (2003) w reżyserii Jerzego Hoffmana.

## Publikacje

### książkowe
- Jacek Wysocki (1990) Aikido bez tajemnic, Bydgoszcz: „Pomorze”, ISBN 83-7003-675-9.
- Jacek Wysocki (1995) Poznaj aikido, Warszawa: Budo-Sport, ISBN 83-901658-4-8.
- Silvano Piero Rovigatti, Jacek Wysocki (1999) 100 technik samoobrony, Szczecin: Biuro Informacji Gospodarczej, ISBN 83-87588-25-3.
- Jacek Wysocki (2005) Aikido: zasady i techniki, Poznań: Ardo-Studio, ISBN 83-919258-6-2.
- Jacek Wysocki (2005) Broń w aikido, Poznań: Ardo-Studio, ISBN 83-919258-7-0.

### video
- Jacek Wysocki (1993) Aikido – Obroń się sam, TVP o/Szczecin
- Jacek Wysocki (2003) Very Strong Aikido, Budo Internacional Pulishing Co., Madryt, Hiszpania